# Rio Abruzel
O Rio Abruzel é um rio da Romênia afluente do Rio Abrud, localizado no distrito de Alba.